# باغ اردکانیان
مجموعه باغ اردکانیان مربوط به دوره افشار و دوره زند است و در اردکان، جنب مجتمع فرهنگی آیت‌الله خاتمی واقع شده و این اثر در تاریخ ۲۴ اسفند ۱۳۸۳ با شمارهٔ ثبت ۱۱۵۱۰ به‌عنوان یکی از آثار ملی ایران به ثبت رسیده‌است.